# Barnekow (adelsslægt)
 For alternative betydninger, se Barnekow. (Se også artikler, som begynder med Barnekow)
Barnekow er en vendisk uradelig slægt, der angives oprindeligt at stamme fra Mecklenburg, fra Barnekow ved Wismar, eller Pommern, fra Hohen und Lütken Barnekow, og som nu også findes i Danmark og Sverige. Muligvis har der været to forskellige slægter af dette navn, idet de mecklenborgske Barnekow'er førte et andet våben end den nulevende fra Rügen kommende slægt.

## Våbenskjold
Den nulevende slægt fra Rügen fører i sit skjold en halv rød vædder i sølvfelt
og samme mærke på hjelmen mellem to hvide strudsefjer ell. to påfuglefjer. Vædderen føres
nu kronet, hjelmtegnet er ofte varieret. Da en vædder på vendisk hedder baran, er det ikke
udelukket, at navnet er dannet efter våbenmærket.

## Historie
I første halvdel af 13. århundrede nævnes ridderen, Hr. Aluericus de Bernekowe. Hans Barnekow til Birkholm og Tølløse (død 1559) kom i dansk tjeneste og blev 13. december 1547 naturaliseret her i landet, han var fader til den navnkundige Christian Barnekow, der faldt på Skjellinge Hede. Sidstnævntes afkom blev efter Skånes afståelse i Sverige, hvor denne linje 1751 blev optaget i friherrelig, 1816 i grevelig stand.
Wilken Zacharias Barnekow (1730-1784), der tilhørte en anden linje, af hvilken flere medlemmer havde stået i dansk tjeneste, kom til Danmark og blev karakteriseret oberstløjtnant. Hans sønnesøn, kammerherre, ritmester Frederik Wilhelm Christian Barnekow (1802-1879), fik 26. september 1877 kgl. anerkendelsespatent som dansk adel tillige med sine tre brodersønner, af hvilke den ene, komponisten Christian Barnekow, var søn af overauditør, kammerjunker Adolph Gothard Joachim Barnekow (1805-1839), der var forfatter af et af Videnskabernes Selskab prisbelønnet arbejde om slægten Barnekow.

## Slægtens steder
Medlemmer af slægten har i Danmark ejet Birkholm, Tølløse, Hjelmsø, Gammel Køgegård, Ødemark, Jomfruens Egede og Nielstrup.

## Slægtens svenske gren
Den danske diplomat Christian Barnekow (1556–1612) ejede bl.a. Vidskøvle slot og Lillö slot i Skåne. Senere overtog en yngre Christian Barnekow (1626–1666) slægtens besiddelser i Skåne og på Rygen.
Ved Freden i Roskilde i 1658 blev Skåne afstået til Sverige, og den yngre Christian Barnekow (1626–1666) gik i svensk tjeneste. Han blev bl.a. vicepræsident for Göta Hovrätt. I 1664 blev han optaget i den svenske adel som overhoved for ridderslægt nummer 23.
Han sønnesøn landshøvding og general Christian Barnekow (1694-1762) blev friherre i 1751 og overhoved for friherreslægt nummer 230.
Den næste sønnesøn blev greve i 1816. Dermed blev hofmarskal Christian Barnekow (1773-1830) grundlægger af greveslægt nummer 128. Flere af hans efterkommere blev rigsdagsmænd.